# Dem Landesvater seine Göttinger Sieben

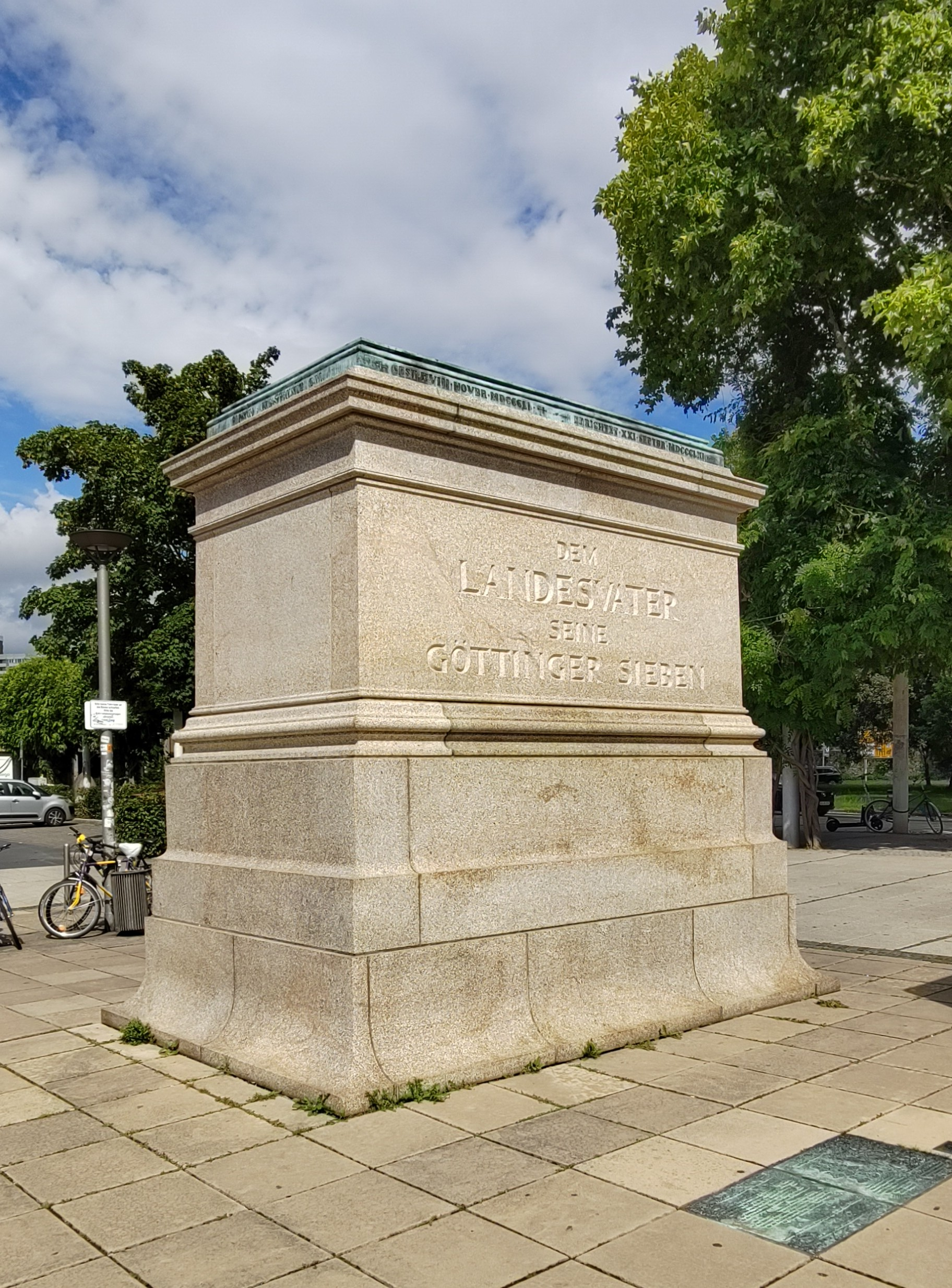
Die Plastik in der Ansicht von Westen mit der Inschrift „Dem Landesvater seine Göttinger Sieben“ (2025)

Die soziale Plastik mit dem Titel Dem Landesvater seine Göttinger Sieben ist ein monumentales Gegendenkmal der Bildhauerin Christiane Möbus in der Stadt Göttingen mit Bezugnahme auf die Göttinger Sieben sowie das weit entfernt in der Landeshauptstadt Hannover stehende Ernst-August-Denkmal. Die Plastik befindet sich seit 2015 auf dem Vorplatz des Bahnhofs Göttingen.

## Entstehungsgeschichte
Entstanden war der Plan zur Aufstellung des Kunstwerks aus einer Initiative von Persönlichkeiten aus Südniedersachsen, die Zivilcourage der Göttinger Sieben auch in der Gegenwart als Appell sichtbar zu machen. Da die Spender nicht mit ihrem eigenen Namen im Vordergrund stehen wollten, übernahm schließlich die Stiftung Niedersachsen als Kulturvermittler das Projekt und schenkte das Werk der Stadt Göttingen. Der Rat der Stadt Göttingen nahm die Schenkung am 18. Juli 2014 mit einer knappen Mehrheit von 22 zu 19 Stimmen an. Es wurde am 19. November 2015 enthüllt und der Stadt Göttingen übergeben, die für die Unterhaltungskosten aufkommt.
Der Entwurf für das Göttinger Kunstwerk von Christiane Möbus geht nach ihren eigenen Worten auf einen zehn Jahre älteren Wettbewerbsentwurf von 1993 für das „Landesdenkmal der Göttinger Sieben“ vor dem Landtag in Hannover zurück. Der mit der Künstlerin vereinbarte Herstellungspreis betrug 480.000 Euro.

## Beschreibung und Deutung

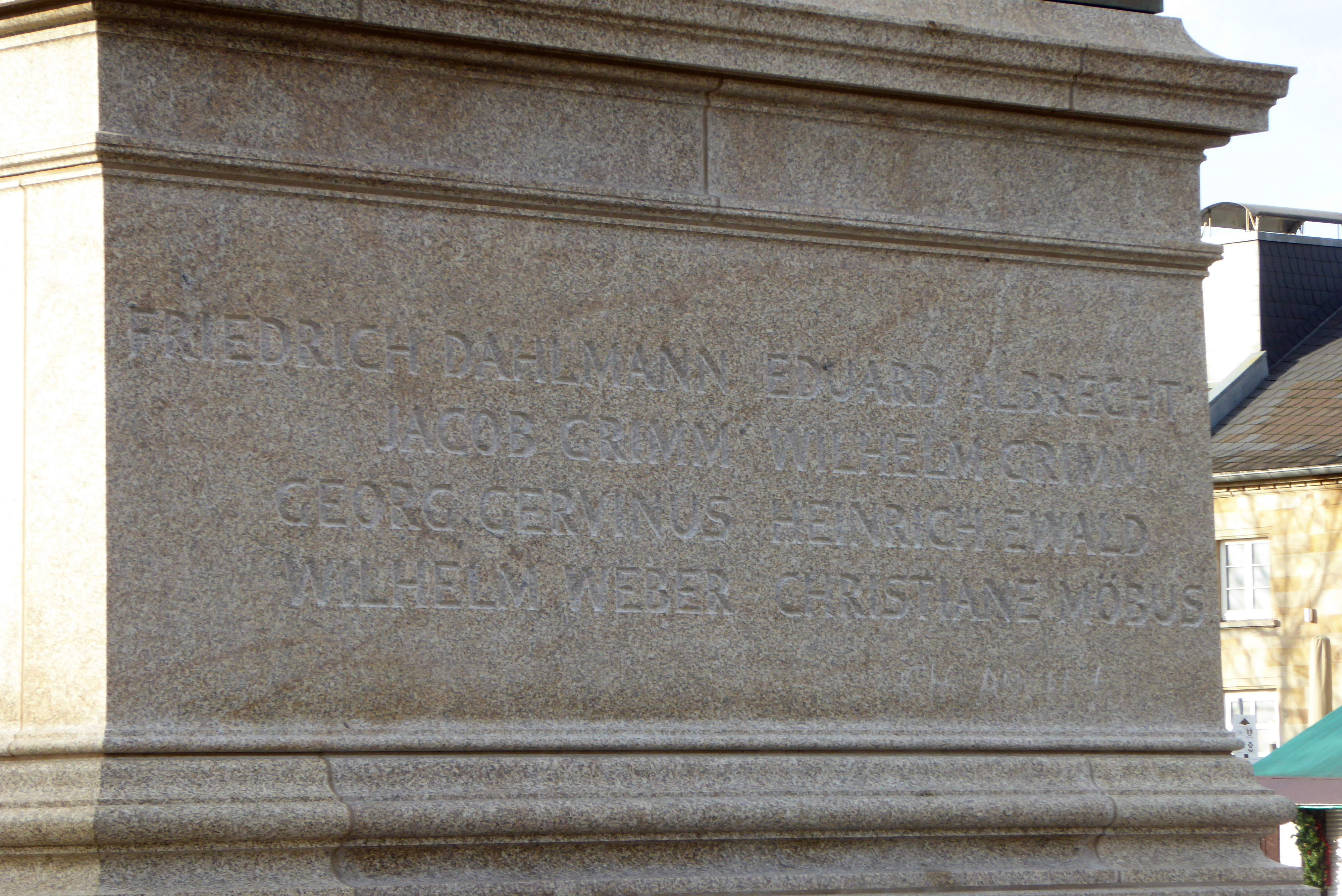
Namensinschriften auf der Nordwestseite des Sockels (2015)

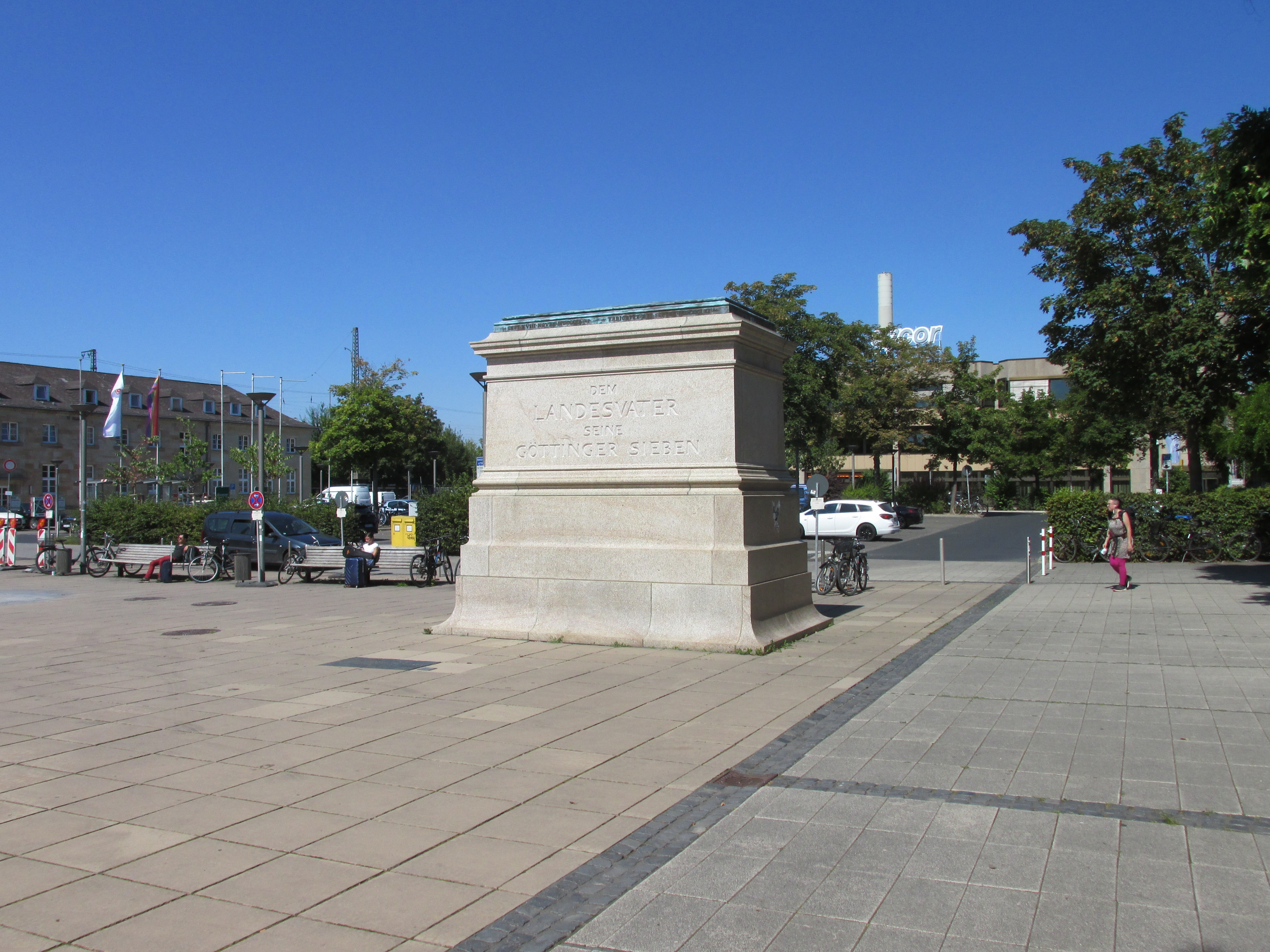
Südansicht des Sockels auf dem Bahnhofsvorplatz (2020)

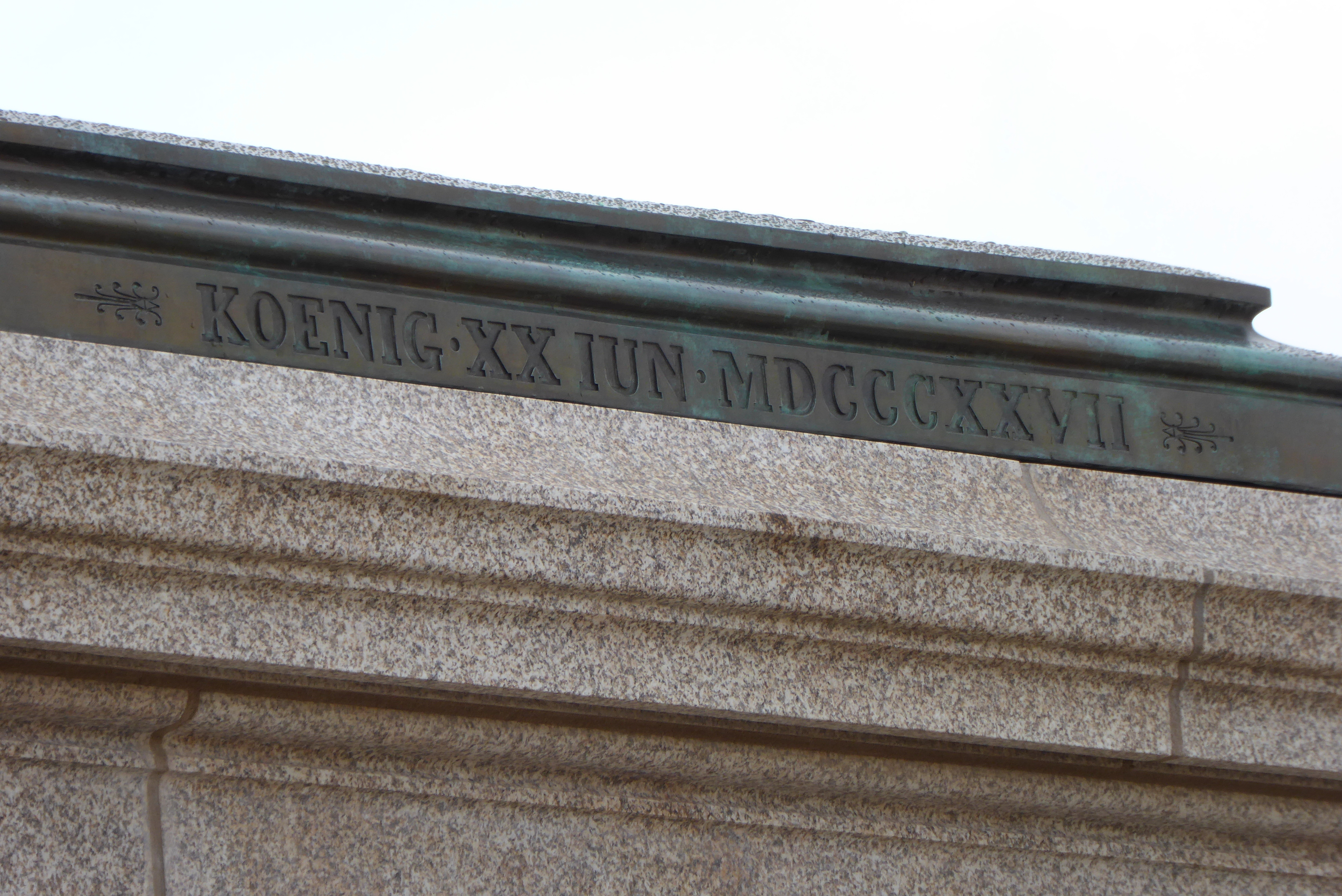
Sockelplatte mit zunächst falschem, 10 Jahre zu früh datierten „MDCCCXXVII“, 1827 (Foto vom 22. November 2015)

Kritiker monierten, dass das Kunstwerk „reichlich erklärungsbedürftig sei und man viel wissen müsse, um seine Symbolik verstehen zu können“.
Das Kunstwerk funktioniert als räumlich entferntes Gegendenkmal, indem es eine genaue Kopie vom Granitsockel des 1861 vor dem Hauptbahnhof Hannover enthüllten Ernst-August-Denkmals darstellt, allerdings oben leer, das heißt ohne das Reiterstandbild des hannoverschen Königs Ernst August I. Das Göttinger ‚Denkmal’ steht zudem entgegen seinem hannoverschen Vorbild absichtsvoll außerhalb der Mittelachse des Empfangsgebäudes. Die Abmessungen des rund 160 Tonnen schweren Sockels aus poliertem Granit betragen 2,50 m Breite, 4,10 m Länge und 4,05 m Höhe. Den oberen Abschluss bildet eine Bronzeplatte, die der Oberflächenstruktur des Denkmals in Hannover entspricht, worin „lediglich einige Trittsiegel der Pferdeskulptur sichtbar“ sind.
Neben der asymmetrischen Lage und dem fehlenden Reiterstandbild sind die beiden abweichenden Inschriften entscheidend für die inhaltliche Bedeutung des Göttinger Objekts. Auf der südwestlichen Längsseite befindet sich die Inschrift in Kapitalien „DEM / LANDESVATER / SEINE / GÖTTINGER SIEBEN“, und auf der nordöstlichen Längsseite „FRIEDRICH DAHLMANN · EDUARD ALBRECHT / JACOB GRIMM · WILHELM GRIMM / GEORG GERVINUS · HEINRICH EWALD / WILHELM WEBER · CHRISTIANE MÖBUS“. Die erstgenannten Personen Friedrich Dahlmann, Eduard Albrecht, Jacob Grimm, Wilhelm Grimm, Georg Gervinus, Heinrich Ewald und Wilhelm Weber waren Göttinger Professoren, die als die Göttinger Sieben in die deutsche Verfassungsgeschichte des 19. Jahrhunderts eingegangen sind. Der hinzugefügte achte Name bezeichnet die Urheberin des Kunstwerks, Christiane Möbus. Im Gegensatz dazu stehen auf dem hannoverschen Denkmalsockel die Inschriften „DEM LANDESVATER / SEIN TREUES VOLK“ und „ERNST AUGUST / KÖNIG VON HANNOVER“, die somit an zentraler Stelle der Residenzstadt eine Huldigung der Untertanen an ihren König kennzeichneten.
Die verantwortliche Künstlerin Christiane Möbus beschrieb ihre Entwurfsabsicht 2013 wie folgt: „Es ist dies ein Sockel ohne Roß und Reiter, jedoch an der Breitseite mit der Widmung ‚dem Landesvater seine Göttinger Sieben‘, die die originale, sich ‚unterm Schwanz‘ ausbreitende, untertänige Idolatrie und die sich einschmeicheln wollende Devotheit der Zuneigung deutlich und ironisch konterkariert und damit einen differenzierten, historischen Bezug herstellt. (...) Die Skulptur bedeutet sowohl ein Denk-Mal für das ‚treue Volk‘, wie auch für die Politiker, die Niedersachsen und damit unsere Geschicke lenken. (...)“ Zum ungewöhnlichen Zusatz ihres eigenen Namens äußerte sie: „Mit den historischen Namen sollen die heutigen und die zukünftigen Bürger unseres Landes angesprochen und zur Reflexion angeregt werden. Deshalb möchte ich an achter Stelle mit meiner Unterschrift das Demokratieverständnis weiterzutragen versuchen. Denn über Diktatur, Tyrannei und Machtbesessenheit muss auch heute noch befunden werden.“
Die Göttinger Publizistin Christiane Freudenstein-Arnold deutete das Denkmal im Vorfeld der Aufstellung so: „Das Göttinger Denkmal besteht nun nicht mehr aus dem Reiter, der erhöht auf dem Sockel thront, sondern lediglich aus dem Sockel, um damit allen künftigen Herrschern deutlich zu machen, dass auch ein Souverän stets dem Volk verpflichtet ist. ‚Historischer Ereignisse zu gedenken‘ und ihre Protagonisten ‚zu feiern‘, setzt voraus, ihnen Bedeutung und Ausstrahlungskraft für die Gegenwart anzutragen. Die Göttinger Sieben exponierten sich außerhalb ihrer akademischen Bedeutung in der Geschichte, weil sie ein politischer Gewaltakt in ihrem staatsbürgerlichen Selbstverständnis tief verletzte und sie diese Herausforderung mit einer Manifestation von Zivilcourage, ‚Charakterfestigkeit und Überzeugungstreue‘ (Christa Wolf) quittierten. Christiane Möbus' Denkmal möchte die gesellschaftskritischen Traditionen von Göttingen und seiner Universität stärker in der Gegenwart verankern. Die Ironie des geplanten Denkmals passt hervorragend zu dem gelegentlich satirischen Umgang der Göttinger mit Themen aus Kultur und Gesellschaft (man denke an den Göttinger Elchpreis). Das Monument für die Göttinger Sieben soll Göttinger und Nicht-Göttinger gleich auf dem Bahnhof – wie in Hannover – begrüßen. (...) Und so wird Christiane Möbus' Denkmal der Göttinger Sieben immer darauf hinweisen, dass politische Macht sich von Volks-Zustimmung ableitet und damit aus dem Zeitgeist stabilisiert ist. Wenn seinetwegen über die Sieben ‚nach-gedacht‘ wird, signalisiert es universal gültig auch in ganz anderen Zeiten die Ermahnung zum ‚Voraus-Denken‘. Das Monument von Christiane Möbus ist ein grandioses Mahnmal zum gereiften Ruhm unserer Sieben, aber auch zur Vergänglichkeit der Macht.“

## Wirkung

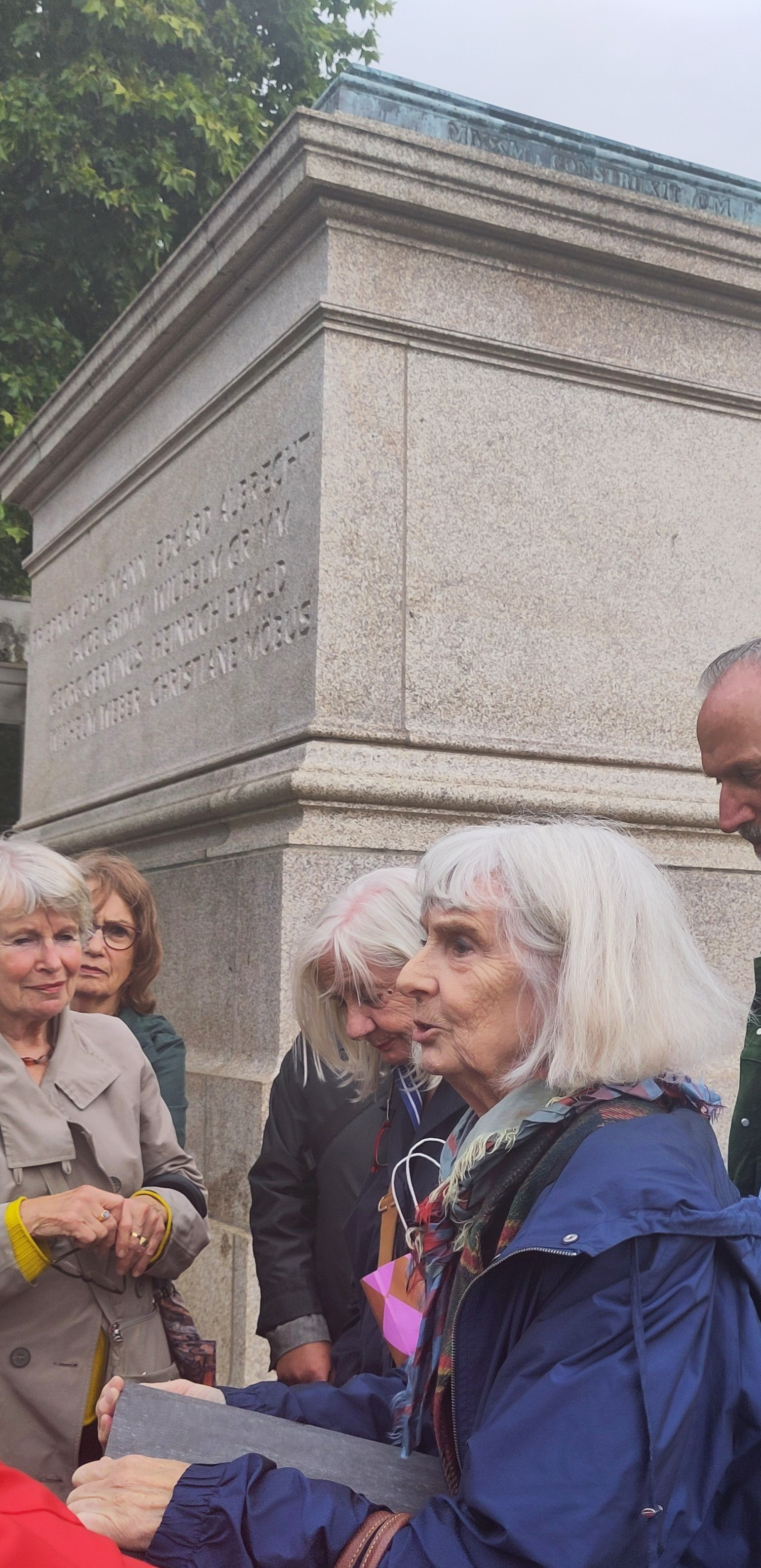
Christiane Möbus erläutert ihr Denkmal in Göttingen (2025)

Der Schenkung des Kunstwerks gingen intensive Auseinandersetzungen der Stifter mit Vertretern der Stadt und politischen Gruppierungen voraus, die sich auch in den Ausschussvorlagen und Protokollen des Rats der Stadt Göttingen von 2014/15 widerspiegeln. Dass in der Öffentlichkeit über das Kunstwerk viel diskutiert und hart gestritten werde, war im Interesse der Stifter und der Künstlerin, es stünde „ganz in der Tradition Göttingens, wo neue Kunstwerke in der Vergangenheit selten einhellig begrüßt wurden“. Entsprechend groß war das mediale Echo beispielsweise in Zeitungs-Leserbriefen; es war die Rede von der „Hässlichkeit des Betonklotzes“, von „Abscheulichkeit“, „Schandmal“, „geschmacklosem Monstrum“, „unvollkommenem Werk“, „peinlichem Gedenkvorschlag“, „nutzlosem Sockel“, „unverständlichem Klotz in der Landschaft“, „Lachnummer“ und so weiter.
Ein besonderer Streitpunkt in der öffentlichen Diskussion war die selbstbewusste Nennung des Namens der Künstlerin in der Inschriftenreihe der Göttinger Sieben. Das daraufhin Anfang 2014 von der Stadt Göttingen eingeholte Gutachten des Schweizer Professors der Kunst- und Architekturgeschichte Philip Ursprung befürwortete und verteidigte die Signatur aus kunsttheoretischer Sicht: „Selbst wer als Betrachter den Namen Möbus nicht kennt, wird stutzen, wenn statt der sieben plötzlich acht Namen auf dem Sockel stehen. Und die Präsenz eines weiblichen Namens wirft ein Licht sowohl auf die patriarchalischen Struktur von Staat und Hochschulen im 19. Jahrhundert wie deren heutiges Fortleben. Ohne die Präsenz des Namens Christiane Möbus würde das Kunstwerk als bloße Reminiszenz missverstanden werden. Es ist aus der Perspektive der heutigen Kunstkritik und Mahnmaldiskussion deshalb grundlegend, dass der Name der Künstlerin auf dem Sockel einbezogen ist. Jeder von uns, so demonstriert das Kunstwerk, hat die Wahl, sich mit dem Handeln der Göttinger Sieben zu solidarisieren.“

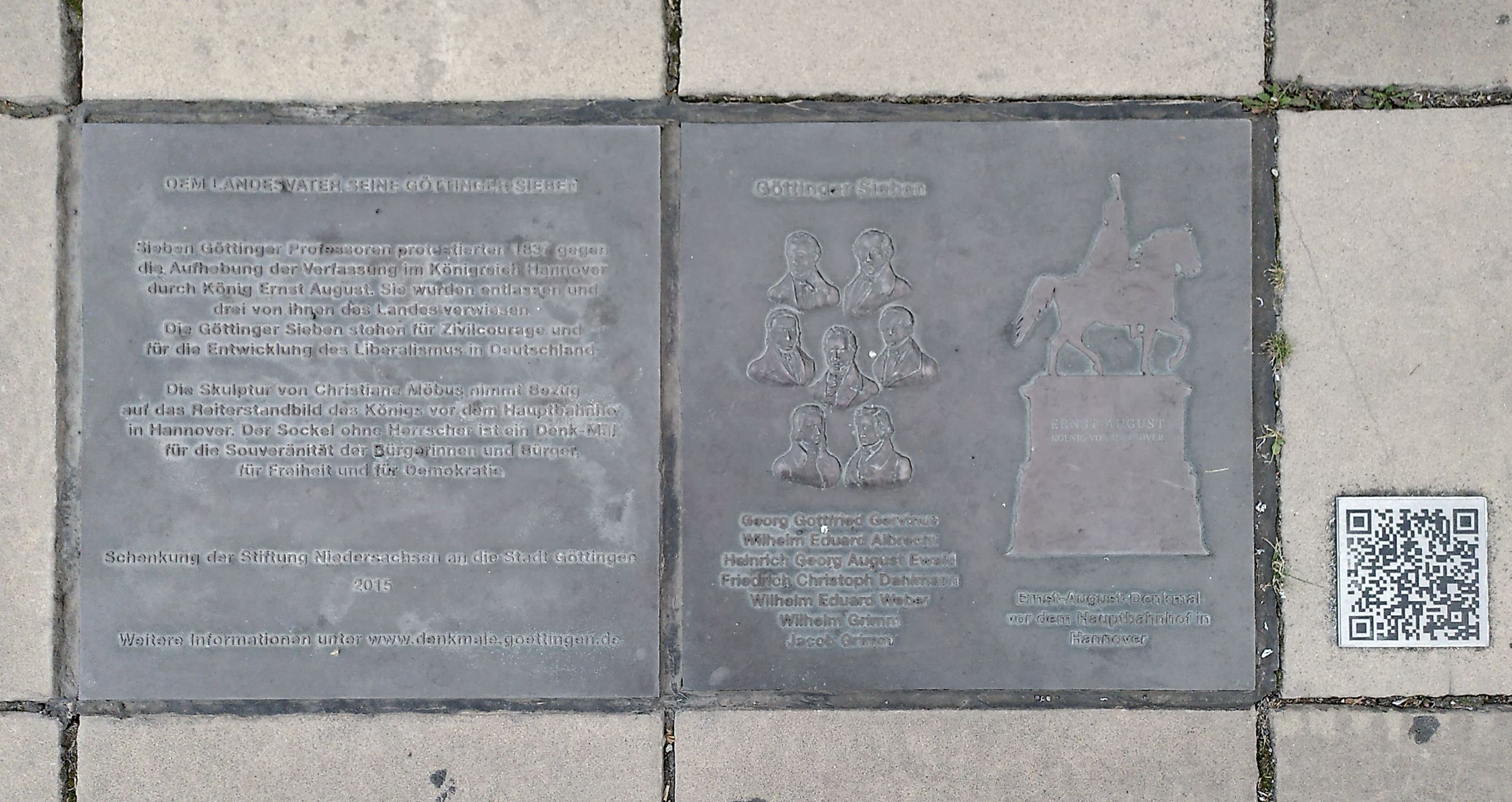
Erläuterungstafel von 2016

Eine weitere Auseinandersetzung um das Kunstwerk entzündete sich an einer kaum sichtbaren Zusatzinschrift oben an der Bronzeplatte, die das Datum des Herrschaftsbeginns Ernst Augusts mit dem 20. Juni 1827 um zehn Jahre zu früh angab. Der Fehler wurde gut zwei Wochen nach der Enthüllung korrigiert.
Der Streit um das Kunstwerk war so verhärtet, dass auch im Folgejahr 2016 im Kulturausschuss der Stadt Göttingen zunächst keine Einigkeit zur Anbringung einer Erläuterungstafel zustande kam, die aber schließlich doch auf dem Boden vor dem Sockel installiert werden konnte. Die Kosten übernahm die Stifterinitiative.
Ein paar Jahre später hatten sich die Wogen geglättet: 2022 schrieb die ehemalige Staatsministerin für Kultur und Medien im Bundeskanzleramt Claudia Roth in ihrem Grußwort im Katalog: „In Göttingen steht eines der markantesten, subtilsten politischen Denkmäler unseres Landes (... ) eine der prägnantesten Arbeiten von Christiane Möbus und zugleich charakteristisch für ihre sensible, intelligente und kritische Wahrnehmung der Welt. Dabei entstehen poetische Formen und Bilder, denen weder Melancholie noch Humor fremd sind und deren Titel zum Weiterdenken anregen.“ Und im Vorwort zum Ausstellungs- und Werkkatalog würdigten  Christoph Platz-Gallus und Reinhard Spieler: „Selten hat Leere, das Fehlen von Pferd und Reiter, so stark gewirkt wie bei ihrem Denkmal Dem Landesvater seine Göttinger Sieben (...), diesem wohl wichtigsten und inhaltsstärksten öffentlichen Denkmal in Niedersachsen (...). Es ist ein Denkmal für die Kraft der Demokratie, der Menschlichkeit und Zivilcourage (...)“.